# Destinațiile Air Moldova

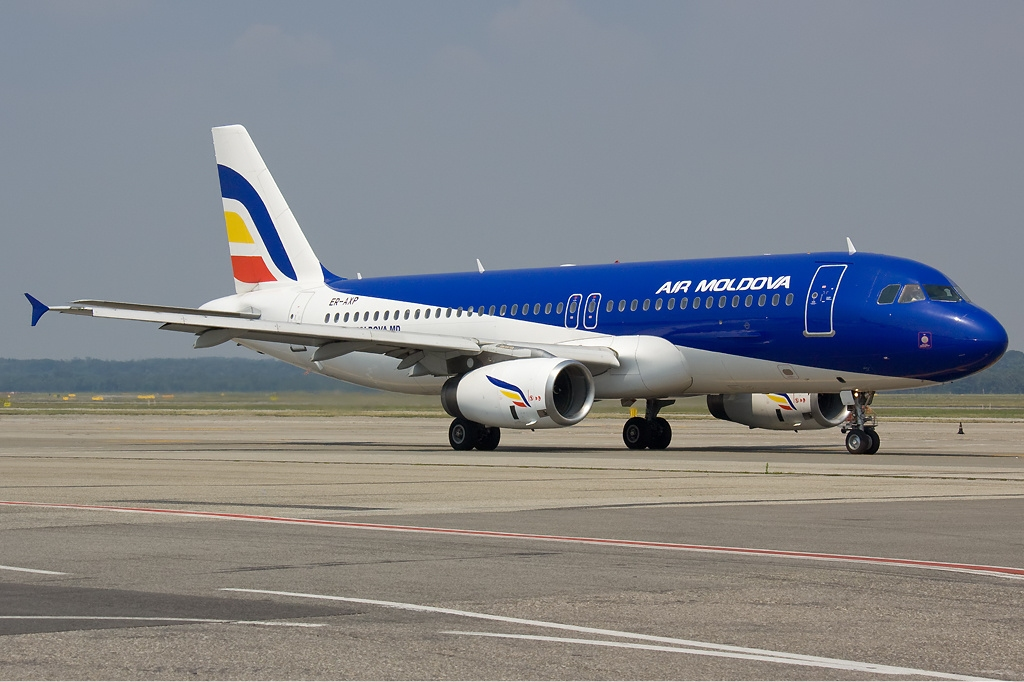
Un avion Airbus A320 al companiei Air Moldova

Air Moldova deservește următoarele destinații (noiembrie 2013):

## Africa
Egipt
- Sharm el-Sheih - Aeroportul Internațional Sharm el-Sheih [sezonier]

## Asia
Turcia
- Antalya - Aeroportul din Antalya [sezonier]
- Bodrum - Aeroportul Milas-Bodrum [sezonier]
- Istanbul - Aeroportul Atatürk

## Europa
Bulgaria
- Sofia - Aeroportul din Sofia [sezonier]
- Varna - Aeroportul din Varna [sezonier]

 Cipru
- Larnaca - Aeroportul Internațional Larnaca

 Franța
- Paris - Aeroportul Beauvais-Till

 Germania
- Frankfurt pe Main - Aeroportul Internațional Frankfurt

 Grecia
- Atena - Aeroportul Internațional Atena
- Heraklion - Aeroportul Internațional Nikos Kazantzakis [charter]
- Salonic - Aeroportul Internațional Makedonia [charter]

 Irlanda
- Dublin - Aeroportul din Dublin [sezonier]

 Italia
- Bologna - Aeroportul Bologna Guglielmo Marconi
- Milano - Aeroportul Internațional Milano-Malpensa
- Roma - Aeroportul Internațional Leonardo da Vinci
- Veneția - Aeroportul Internațional Marco Polo [sezonier]
- Verona - Aeroportul Verona Villfranca

 Republica Moldova
- Aeroportul Internațional Chișinău Hub

 Portugalia
- Lisabona - Aeroportul Portela'

 Regatul Unit
- Londra - Aeroportul London Stansted[1]

 România
- București - Aeroportul Internațional Henri Coandă

 Rusia
- Moscova - Aeroportul Internațional Domodedovo
- Sankt Petersburg - Aeroportul Pulkovo
- Soci - Aeroportul Internațional Soci [sezonier]
- Surgut - Aeroportul din Surgut [sezonier]

 Spania
- Madrid - Aeroportul Internațional Madrid-Barajas

 Ucraina
- Kiev - Aeroportul Internațional Borispil

## Destinații anulate
Asia
- Iordania - Amman
- Kârgâstan - Bișkek

Europa
- Austria - Viena
- Belarus - Minsk
- Elveția - Geneva
- Franța - Paris-Charles de Gaulle
- Germania - Berlin-Schönefeld
- Olanda - Amsterdam
- Polonia - Varșovia-Chopin
- Regatul Unit - Londra-Gatwick
- Rusia - Moscova-Vnukovo, Rostov-on-Don
- Turcia - Ankara, Istanbul-Sabiha Gökçen
- Ucraina - Dnipro, Donețk, Odesa